# 精霊さまの難儀な日常
『精霊さまの難儀な日常』 (せいれいさまのなんぎなにちじょう、英語: SPIRITS' DIFFICULT LIFE) は、琴慈による日本の4コマ漫画。芳文社の『まんがタイムきららキャラット』にて2017年12月号から2018年2月号にかけてゲスト掲載の後、2018年6月号から2020年11月号まで連載された。

## あらすじ
炎・風・水・地の四大元素を司る四大精霊が1つ「炎の精霊国」の王女 サラは、大いなる試練の時を迎えていた。

## 登場人物

### 精霊
名前は「本名 / 人間時の名前」の順に記載。
サラ / 不知火 皐羅（しらぬい さら）
炎の精霊一族の王族。一人娘で次期王位継承者。封印布は3枚。熱いものが好きで、冷たいものには弱い。公園で灯里と出会い、着の身着のままだったので灯里の家に居候することになる。
ルサ=ルカ / 玲泉 流歌（れいせん るか）
水の精霊一族の王族。12姉妹の末っ子で、封印布は1枚。水や冷たいものが好きで、熱いものや乾燥したものは苦手。先に人間界に降り立ったサラを追ってきて、マッコーリー島など世界中を探した。
ノム / 菊地原 野夢（きくちはら のむ）
地の精霊一族の王族。大家族の末娘で、封印布は2枚。精神が病み気味で、人見知りが激しい。
シルフィ / 迅司 椎琉（はやし しいる）
風の精霊一族の王族。3人姉弟の長女で、封印布は1枚。狭い密室が苦手。

### 人間
麓 灯里（ふもと ともり）
サラの対の人間。勉強は得意だが、運動は苦手。
笠松 澄乃（かさまつ すみの）
灯里の親友で、ルカの対の人間。スポーツ万能だが、勉強は苦手。
黒羽 彩葉（くろばね いろは）
灯里の従姉妹で、ノムとシルフィの対の人間。海外から移築した歴史的建築の屋敷に住んでいる。
加古川 菜幹（かこがわ なみき）
黒羽家の乳母。

### その他
フェニックス
サラの相棒の不死鳥で、通称はフェニ。喋ることができるが、その声は成人した精霊にしか届かない。
まるまる
灯里の家の飼い猫。
地の傀儡（ちのくぐつ）
ノムの力で無限に生み出される土でできた傀儡。

## 用語
精霊
炎・風・水・地の四大元素を司る。人間の姿になると精霊の力は100分の1になる。
成人の試練
精霊が成人するための精霊界共通の試練で、儀式のためには対となった人間の「大事なもの」を奪うことが必要。
封印布
精霊の強大な力を封じ込めるための布。
対
精霊は人間界で初めて会った人間と対となる。

## 書誌情報
- 琴慈 『精霊さまの難儀な日常』 芳文社〈まんがタイムKRコミックス〉、全3巻[16]
  1. 2018年12月26日発売、ISBN 978-4-8322-7051-0
  2. 2019年11月27日発売、ISBN 978-4-8322-7138-8
  3. 2020年10月27日発売、ISBN 978-4-8322-7220-0